# Manuel María Ponce Brousset

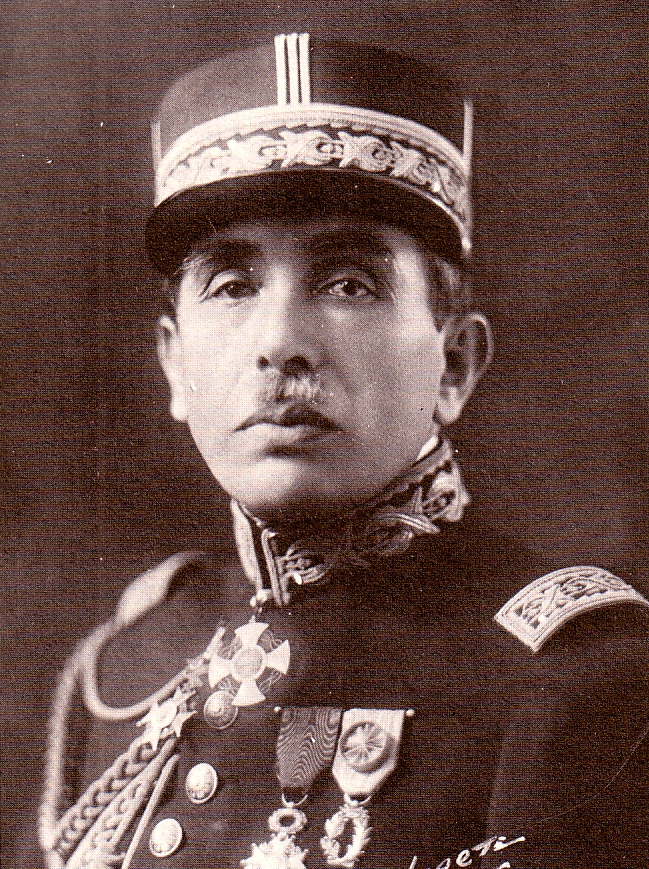
Manuel María Ponce

Manuel María Ponce Brousset (* 1874 in Lima; † 1966 ebenda) war ein peruanischer Politiker und im August 1930 kurzzeitig amtierender Präsident.
Ponce Brousset wurde 1874 in Lima geboren. Im Jahre 1930 erhob sich General Luis Miguel Sánchez Cerro in Arequipa gegen die Regierung von Augusto Leguía y Salcedo. Nach dessen Rücktritt am 25. August 1930 übernahm Ponce kommissarisch die Präsidentschaft, während ein Nachfolger gesucht wurde. Die Wahl fiel schließlich auf Sánchez Cerro, der am 27. August in der Hauptstadt eintraf und die Führung des Landes übernahm.
Ponce starb 1966 in Lima.
| Personendaten    | Personendaten                        |
| ---------------- | ------------------------------------ |
| NAME             | Ponce Brousset, Manuel María         |
| KURZBESCHREIBUNG | peruanischer Zweitagespräsident 1930 |
| GEBURTSDATUM     | 1874                                 |
| GEBURTSORT       | Lima, Peru                           |
| STERBEDATUM      | 1966                                 |
| STERBEORT        | Lima, Peru                           |